# Flávio Canto
Flávio Canto, född den 16 april 1975 i Oxford, Storbritannien, är en brasiliansk judoutövare.
Han tog OS-brons i herrarnas halv mellanvikt i samband med de olympiska judotävlingarna 2004 i Aten.